# リングアナウンサー
リングアナウンサー（Ring Announcer）は、ボクシングやプロレス、キックボクシングや総合格闘技など、主にプロ格闘技の分野で、リング上で選手を紹介するコール及び試合結果のアナウンス等を行う人物の総称である。日本では、略してリングアナとも呼ばれる。UFCではオクタゴンケージを使用するためオクタゴンアナウンサー（Octagon Announcer）と呼ばれる。
PRIDEのレニー・ハートの様に、リングの外にブースを設置して選手紹介等のコールを行うスタイルもあり、便宜上このスタイルで行う者も同様にリングアナウンサーと呼ばれる。

## 概要
リングアナウンサーを肩書きとするプロ（いわゆる公式リングアナウンサー）と、本業を別に持ち、ゲストとしてリングアナウンサーを務める者（いわゆる特別リングアナウンサー）に大別されるが、公式リングアナウンサーでも何らかの仕事を兼任している場合が多い。

### 特徴
リングアナウンサーを務める人物は、プロレスや格闘技以外の分野からも参加しているが、日本では青二プロダクション等に所属する声優が多数リングアナウンサーとしてプロレスや格闘技の分野に参入していることが特徴として挙げられる。また、プロレスや格闘技好きのタレントや芸能人でも比較的参加しやすい分野のため、特別リングアナウンサーとしてイベントに参加する傾向にある。
一方、プロボクシングの場合は選手・トレーナー・レフェリーなどと同様にライセンス制度がある。ただし、ライセンスのない者でも一応の参加は可能ではあるが、ライセンスを持っていれば試合全体でのアナウンスが可能となる上に公式戦承認料の中から報酬が得られる。また、ライセンスを持ったアナウンサーが1名以上いなければ試合興行を行うことができない。
試合実況を行う実況アナウンサーとは異なる業務であるが、収録番組や小規模興行では兼任する場合もまれにある。

## リングアナウンサーの仕事
リングアナウンサーの大まかな仕事を以下に述べる。

### 試合開始前
最初にリングアナウンサーがリングに上がりイベントの開始を告げる。続いて、選手入場をアナウンス。ただし、3150×LUSHBOMUやDYNAMIC GLOVE on U-NEXTのように入場アナウンスをリングアナウンサーとは別の人物が行う興行も存在する。
双方の選手がリングに上がった後、改めて試合開始の旨を告げ、それぞれの選手紹介を1人ずつ行う。ここでは体重（採用している階級分けによって単位がキログラムかパウンドかに分かれる。イベントによっては身長も）、肩書き（所属団体、王座獲得歴など）、キャッチフレーズも併せてコールされる。女子プロレスにおいては、試合によってはリングインした時点でその選手を紹介する場合もある。また、WWEのようにリング上でのアナウンスを省略する団体も存在する。選手紹介が終わった後、審判員が紹介される。ルール説明もここで行う。タイトルマッチ認定、花束贈呈、国歌斉唱なども告知する。アメリカなどの場合ボクシングのタイトルマッチの例として国歌斉唱(その前にやることがある)団体の名前、会長名、立会人の次にジャッジ、レフェリーを紹介、試合開始の旨を告げ、挑戦者と王者の順に読み上げる。
激励賞の提供者の読み上げも行われるが、一方はイベント開始前、もう一方は双方がリングに上がった後に読み上げられる。
特別リングアナウンサーは試合開始前のみの担当がほとんどである。
特異な例としてDRAGON GATEとDDTの対抗戦で選手コールをそれぞれのリングアナウンサーが分かれて担当したことがあった。

### 試合中
ここからはリングの下で行う。ラウンド開始はもちろん、試合停止や反則行為があった際にその旨を伝える。
特にプロレスではリングアナウンサーはタイムキーパーを兼任していることが多く、試合中は本部席で時計で時間を確認し、5分単位で経過時間をアナウンスする。日本の団体では出場選手に外国人選手が含まれている場合、日本語で時間経過をアナウンスした後に英語やスペイン語などでも経過時間がアナウンスされている。総合格闘技でもかつてのPRIDE→初期DREAMの第1Rのように時間の長いラウンドにおいては、経過時間をアナウンスする。
ボクシングでは第1ラウンド終了後のインターバル中に選手のプロフィール紹介も行う。
公開採点制度を導入している場合は当該ラウンド終了時にそれも伝える(アメリカ等の場合当該ラウンドの次のラウンドの開始早々に伝える)。
場外乱闘が起こった際には観客に対して注意を呼びかける。
なお、ダウンカウントのコールはタイムキーパーにマイクを渡して行うもので、リングアナウンサーの仕事ではない。

### 試合終了後
試合終了時に結果（ボクシング・キックボクシングのKO、プロレス・総合格闘技のフィニッシュなどと併せて）を伝える。
試合が判定に入った場合は採点結果が判明後に併せてアナウンスする。判定の場合はリングに上がることもある。
興行によっては勝利者インタビューのインタビュアーも引き受けることがある。

## 日本のリングアナウンサー
公式、特別を問わずリングアナウンサーを務めた日本人。

### プロボクシング
日本においてプロボクシングのリングアナウンサーになるためには、統括団体である日本ボクシングコミッション（JBC）のリングアナウンサー採用試験を受けなければならない。これを通過すると約半年間の実地研修を受ける。この研修による適正判断に合格すると、JBCよりリングアナウンサーライセンスが発行され、公式試合でアナウンスを担当することができる。もっとも、ここ10数年は新規ライセンスが発行されていなかったため、その資格取得基準は極めて厳しいと考えられる。
リングアナウンサーは試合役員として各興業に必ず置かなければならないと定められており、2023年現在は、以下の7名で日本全国全ての試合興行を担当している。
現在
- 小村達彦（JBC東京）
- 須藤尚紀（JBC東京）
- 冨樫光明（JBC東京）
- 中村想人（JBC東京）- 現在最年少
- 政野敦徳（JBC関西）
- 川端裕二（JBC関西）
- 眞野和之（JBC中部）[6]

過去
- 浦谷信彰（現在は審判員）
- 小川ゆうじ
- 酒井忠康 ‐ JBC所属。プロポクシング界最古のリングアナ
- 中山喜治（現JBC関西事務局長）
- 半田善三（後に国会議員）
- 山口勝治
- よしおかつかさ
- 棚町佐武郎

### プロレス
日本のプロレスにおけるリングアナウンサーは通常、レスラー及びレフェリー同様にプロレス団体と所属契約を結び、団体の巡業に帯同することになる。一部いずれのプロレス団体にも属さないフリーランスもいるが、彼らは複数の団体・プロモーションと本数契約という形でコールを行っている。
メジャー団体には3名程度のリングアナウンサーが在籍しているが、まず団体職員として採用されて研修の一環として補助的な仕事経てリングアナウンサー業務に就くのが通常である。一興行においてコールする試合を分けており、メインイベントはベテランのリングアナウンサーがコールする。
一方でインディー団体の場合、外部から1名派遣されてコールを行うことが多い。

#### 現在
※五十音順
- 阿部誠（全日本プロレス→WRESTLE-1→新日本プロレス）
- 新井みずか（エムズエンタープライズ所属女優・ダンサー・振付師 Beginning専属）
- 安藤頼孝（全日本女子プロレス→WJ→グレートプロレスリング（同団体代表も務めた）→フリー）
- 伊藤こーへー（ジャッジサポート所属、国際プロレスプロモーションなど）
- 井上マイク（DDT）
- 伊与田勘一（666）
- オッキー沖田（全日本女子プロレス→ZERO1）
- 奥田亮（全日本プロレス→フリー）
- 加藤悠（タレント、フリーのプロレスラー：信州ガールズプロレスリング）
- 菊池直人（IWAジャパン→DRAGON GATE）
- 木原文人（全日本プロレス→フリー）
- 熊川悠司（大日本プロレス）
- 小坂井ゆりえ（声優：スターダム）
- 小菅一範（DDT）
- 小山夏希（グラビアアイドル、SOD×P.P.P[7]）
- Saki（PURE-J）
- 櫻田愛実（WRESTLE-1）
- JUN（ドラゴンドア→ElDorado→SECRET BASE、プロレスラー）
- 新藤力也（DDT→BASARA）
- 新土裕二（大日本プロレス）
- 鈴木政二（IWAジャパン→フリー）
- スパイシーK(シアタープロレス花鳥風月)[8]
- スペル松田（フリー：格闘探偵団バトラーツ、BRAVES、フーテンプロモーションなど）
- 立石凛（声優：スターダム）
- 田中ケロ（新日本プロレス→無我ワールド・プロレスリング→フリー→NASAエンターテインメント→フリー）
- だみあん武田（タレント：プロレスリング華☆激、SGPなど）
- 千春（元プロレスラー：NEO女子プロレス→アイスリボン）
- 都志見久美子（女優：JUST TAP OUT）
- 富山智帆（女優：REINA、WNC→フリー）
- Naoki（ZERO1-MAX、K-1、HERO'S）
- 中村裕之（LLPW→フリー→OZアカデミー）
- 難波小百合（東京女子プロレス）
- 野中美智子（女優：プロレスリングWAVE）
- はらあい（アイスリボン）
- パンチ田原（みちのくプロレス）
- 平田浩二（劇団員：EWF「GIRLS DOOR」）
- 舩生ゆりや（ディアナ）
- 松丸元気（DJ・ラジオパーソナリティ：全日本女子プロレス→DDT→プロレスリング・ノア→フリー）
- 味方冬樹（俳優：KAIENTAI DOJO→フリー→プロレスリング・ノア）
- 宮尾信次郎（大阪プロレス→フリー）
- ムーチャス入江（みちのくプロレス）
- 村上☆健（大日本プロレス→フリー）
- 弥武芳郎（U-FILE CAMP→プロレスリングHEAT-UP）
- 山本雅俊（フリー：リアルジャパンプロレスリング、J-NETWORK（キックボクシング）など）
- よしえつねお（お笑い芸人：マッド・スポーツ）
- 吉野希里（HaLe BaLe：プロレスリングWAVE）
- 若林美保（パフォーマー：世界プロレス協会）
- 渡瀬結月（声優：スターダム）
- wonderman（フリー：埼玉プロレスなど）

#### 過去
※年代順
- 阿久津直義（日本プロレス）
- 酒井忠康 ‐ JBC所属。第１回ワールド大リーグ戦
- 小松敏男（日本プロレス、アントニオ猪木の東京プロレスにも参加）
- 篠原長昭（日本プロレス）
- 飯橋一敏（国際プロレス、維新力の実兄）
- 竹下民夫（国際プロレス、元プロレスラー、元プロ野球選手）
- 鈴木利夫（国際プロレス）
- 大塚直樹（新日本プロレス、新日本プロレスの初代リングアナ）
- 百田義浩（全日本プロレス、力道山の長男であり、後にプロレスラーに転向）
- 倍賞鉄夫（新日本プロレス、倍賞美津子の末弟でありアントニオ猪木の義弟）
- 原軍治（全日本プロレス）
- 山口秀幸（新日本プロレス）
- 仲田龍（全日本プロレス→プロレスリング・ノア）
- 小野坂昌也（声優：UWFインターナショナル→キングダム、PRIDE1のメインイベント、高田延彦vsヒクソン・グレイシー戦）
- 神真慈（UWFインターナショナル）
- 加藤茂郎（レッスル夢ファクトリー、後にプロレスラーとしてデビュー）
- 星野勘九郎（ターザン後藤一派、後にプロレスラーとしてデビュー）
- プリティ長嶋（タレント・市川市議会議員→千葉県議会議員：NOW）
- 寺内1/2兵衛（ユニバーサル・プロレスリング）
- 高杉'Jay'二郎（声優・ナレーター：吉本女子プロレスJd'）
- 荒井昌一（FMW）
- 篠塚誠一郎（みちのくプロレス）
- 三遊亭圓丸（旧名・三遊亭いるか、落語家：新東京プロレス）
- 相澤健一（全日本女子プロレス）
- 氏家清春（全日本女子プロレス）
- 内田和幸（LLPW）
- 影かほる（全日本女子プロレス、元プロレスラー、現在は井上貴子のマネージャー）
- 中村 吉佐（WAR・FMW）
- ブロディ安藤（お笑い芸人：埼玉プロレス）
- ブレーメン大島（放送作家・タレント：埼玉プロレス）
- ヴォイスィー陽介（KAIENTAI DOJO）
- 小山栄二（メジャー女子プロレスAtoZ）
- 鶴賀義紀（メジャー女子プロレスAtoZ、現在は女子プロレス「EWF」社長）
- 大場健一（メジャー女子プロレスAtoZ）
- Coogar亜希（我闘姑娘）
- 北村有希（我闘姑娘）
- 鳴海剛（俳優：SWS、SPWF、ナイトメアなど、後にガロガのガロガ軍総帥）
- 賀川照子（NEO女子プロレス、元プロレスラー）
- RICA（チョークアーティスト：風香祭）
- 松尾永遠（パッション・レッド自主興行、元プロレスラー）
- 難波信二（全日本プロレス→プロレスリング・ノア）
- 水原英里（エスオベーション・息吹事務局）
- 石田亜矢子（NEO女子プロレス）
- SUNAHO（唄奴：SMASH）
- 尾家キミ（キラポジョ生徒会長：ディアナ）
- 吉乃すみれ（タレント：REINA女子プロレス、後にスターダム所属レスラー）
- 今井良晴（全日本女子プロレス→フリー（主に大日本プロレス）テレビ番組「ダウンタウンのガキの使いやあらへんで!!」（日本テレビ）内、『山崎邦正対モリマン戦』シリーズのリングアナとしても活躍）
- 大月治美（フリーアナウンサー：JWP）
- 山崎剛（タレント：新日本プロレス）
- バロン山崎（タレント：新日本プロレス）
- リ・コウジ（俳優：アイスリボン）
- GENTARO（FREEDOMS所属プロレスラー：アイスリボン）
- カロリーナあきこ（KAIENTAI DOJO）
- 塩脇利昌（新日本プロレス）
- 下島車掌（フリー：UWAI STATION、IWAジャパンなど、プロレスラー「UZ」としても活動歴あり）
- Masarock（プロレスショップ「リングソウル」店長：ElDorado）
- カープ宮島（シアタープロレス花鳥風月）
- 漁師JJ（ライター、イラストレーター：シアタープロレス花鳥風月）[9]
- 大葉カヤロウ（お笑い芸人：シアタープロレス花鳥風月）[10]
- 石亀貴規（WRESTLE-1）
- どら増田（スポーツライター：ガッツワールドプロレスリング）
- 中村麻由(シンガーソングライター：シアタープロレス花鳥風月)[11]
- 成賀くるみ（ASUKA PROJECT）
- 土竜（シアタープロレス花鳥風月）[8]
- 桃知みなみ（アイドル：東京女子プロレス）
- ゲバラ小林(シアタープロレス花鳥風月)
- 風香（スターダム）
- ミスター雁之助（元鬼神道プロダクション）
- 大川正也（プロレスリング・ノア）
- 愛野ユキ（東京女子プロレス、プロレスラーに転向）
- 安田顕（俳優：WRESTLE KINGDOM 11）[12]
- 尾崎仁彦（新日本プロレス）

### 各種格闘技

#### 現在
- 荒木秀行(俳優：K-1 WORLD GP JAPAN、Krush)
- 石橋篤史（俳優：R.I.S.E.担当）
- 太田真一郎（声優：DREAM、PRIDE）
- 川上大輔（フリー：パンクラス、JEWELS、など）
- 川畑要（CHEMISTRY：K-1 WORLD MAX）
- 河内孝博（元北陸放送アナウンサー・声優：修斗）
- 北森代紀(日本修斗協会広報：修斗、K-1 WORLD GP JAPAN、Krush、KNOCK OUT)
- 久保田武蔵（タレント・格闘家：新日本キックボクシング協会）
- ケイ・グラント（DJ：DREAM、PRIDE、Dynamite!!、INOKI BOM-BA-YE、ハッスル、プロボクシングなど）
- コンタキンテ（お笑い芸人：ニュージャパンキックボクシング連盟、ザ・おやじファイト）
- 佐藤隆太（俳優：K-1 WORLD MAX、DREAM）
- 白瀬ちゅうゐ(ナレーター：K-1 WORLD GP JAPAN、Krush)
- 髙橋大輔(アナウンサー：K-1 WORLD GP JAPAN、Krush)
- DJカツヨシ（DEEP、GOGOワイド Wテツのらぶらじ（SBSラジオ）のパーソナリティとしても活躍）
- Naoki（K-1 WORLD MAX、HERO'S）
- 中谷健太郎　(声優、ナレーター：GRACHAN、KROSS✕OVER、GLANDSLAM、EXFIGHT、ZST、HEAT、巌流島など)
- 古田信幸（声優：第2次UWF、リングス、ZST、HERO'Sなど）
- 細田マサシ（放送作家：MA日本キックボクシング連盟、IKUSA、シュートボクシング協会）
- 宮田充（Krush（同団体の興行部長も兼任））
- ユウゴウ（元プロ野球選手：MARS）
- 吉水孝宏（声優：UWFインターナショナル、SRC）
- レニー・ハート（女優・ナレーター・声優：PRIDEなど、リング外で入場コールを担当）

#### 過去
- ボンバー森尾（タレント、ナレーター）
- 関根勤（お笑いタレント）
- パトリック・ハーラン（お笑いタレント、パックンマックン）
- 小山剛志（声優：K-1 WORLD MAXを担当）
- 渡辺いっけい（俳優：K-1 WORLD MAXを担当）
- 半田雅和（声優：PRIDE武士道シリーズ、「THE BEST」）
- 村上ショージ（お笑い芸人：PRIDE.1から担当）
- 幸野善之（声優：PRIDE武士道シリーズ）
- 立川談志（落語家：PRIDE.17のイゴール・ボブチャンチン対マリオ・スペーヒー戦のみ）
- 森田成一（声優：HERO'S）
- ムーチャス入江（戦極、みちのくプロレス）
- 足立聖一（連盟事務局：マーシャルアーツ日本キックボクシング連盟）
- 郡正夫（タレント、ナレーター）
- UZI（ラッパー：GRACHANを担当）

## 日本以外のリングアナウンサー

### アメリカ
- マイケル・バッファー（プロボクシング、K-1、WCW等）
- ジミー・レノン・ジュニア（プロボクシング、Strikeforce）
- ジョー・マルチネス（プロボクシング、WCW等）
- ブルース・バッファー（UFC、総合格闘技）
- ジム・ロス（NWA等）
- ジェレミー・ボラッシュ（TNA）
- リリアン・ガルシア（WWE）
- ハワード・フィンケル（WWE）
- トニー・チメル (WWE)
- ジャスティン・ロバーツ（WWE）
- ジョジョ（WWE)
- エリック・ビショフ（AWA、WCW）
- ジーン・オーカーランド（AWA）